# Impatiens zombensis
Impatiens zombensis är en balsaminväxtart som beskrevs av John Gilbert Baker. Impatiens zombensis ingår i släktet balsaminer, och familjen balsaminväxter. Inga underarter finns listade i Catalogue of Life.

## Bildgalleri

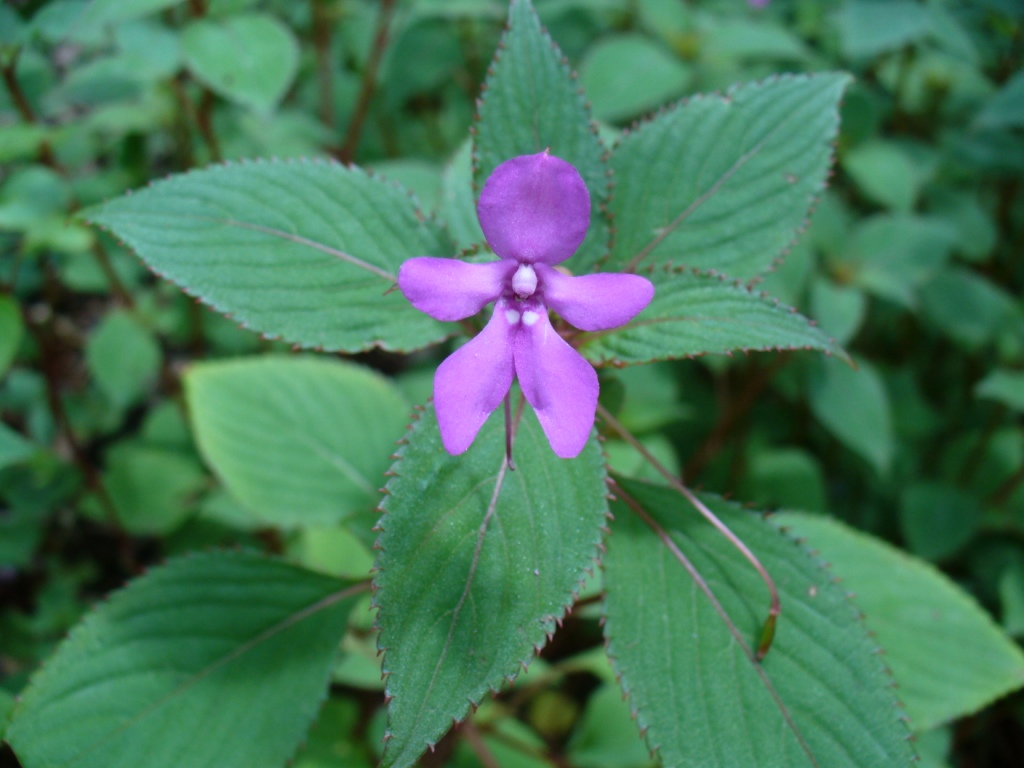
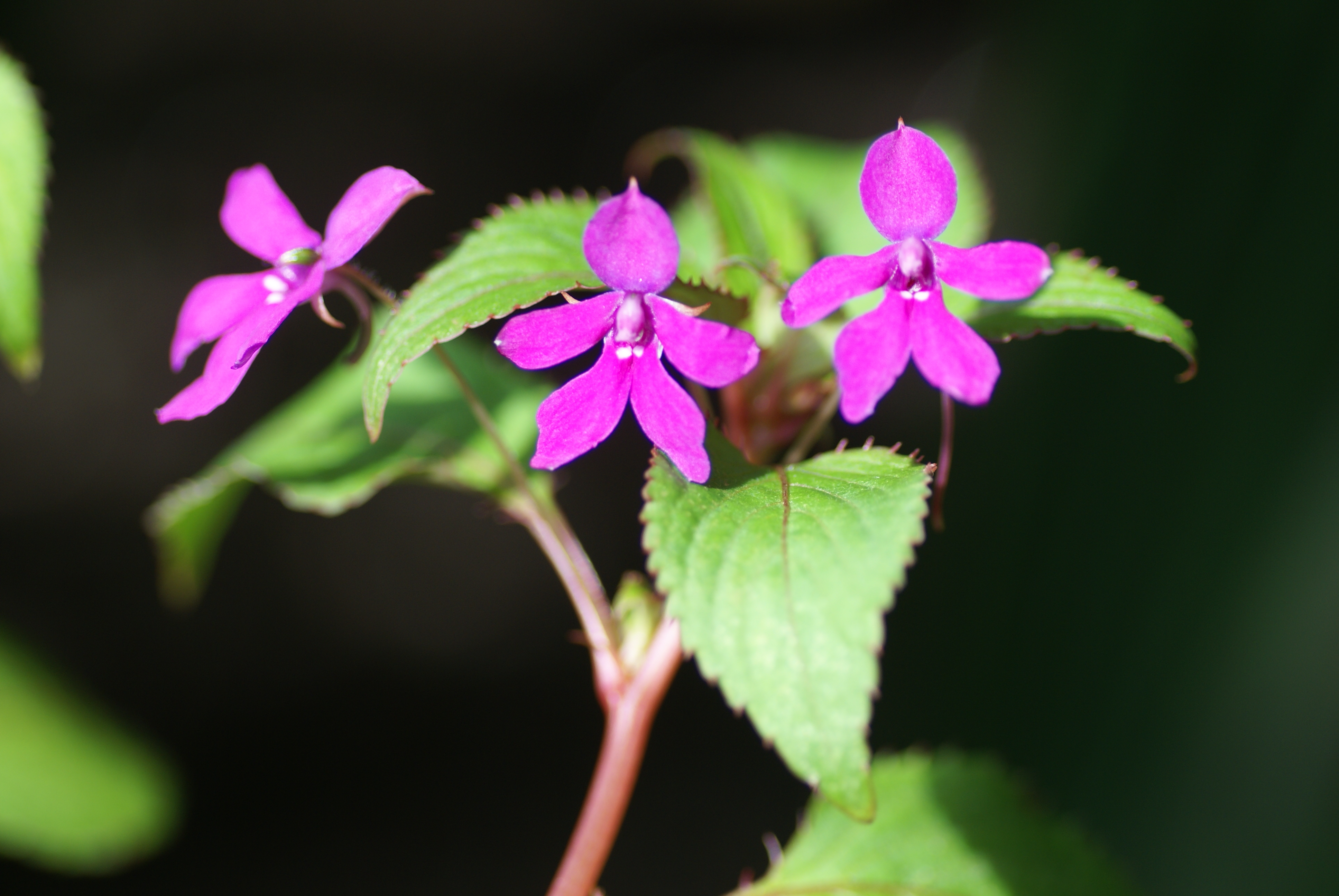
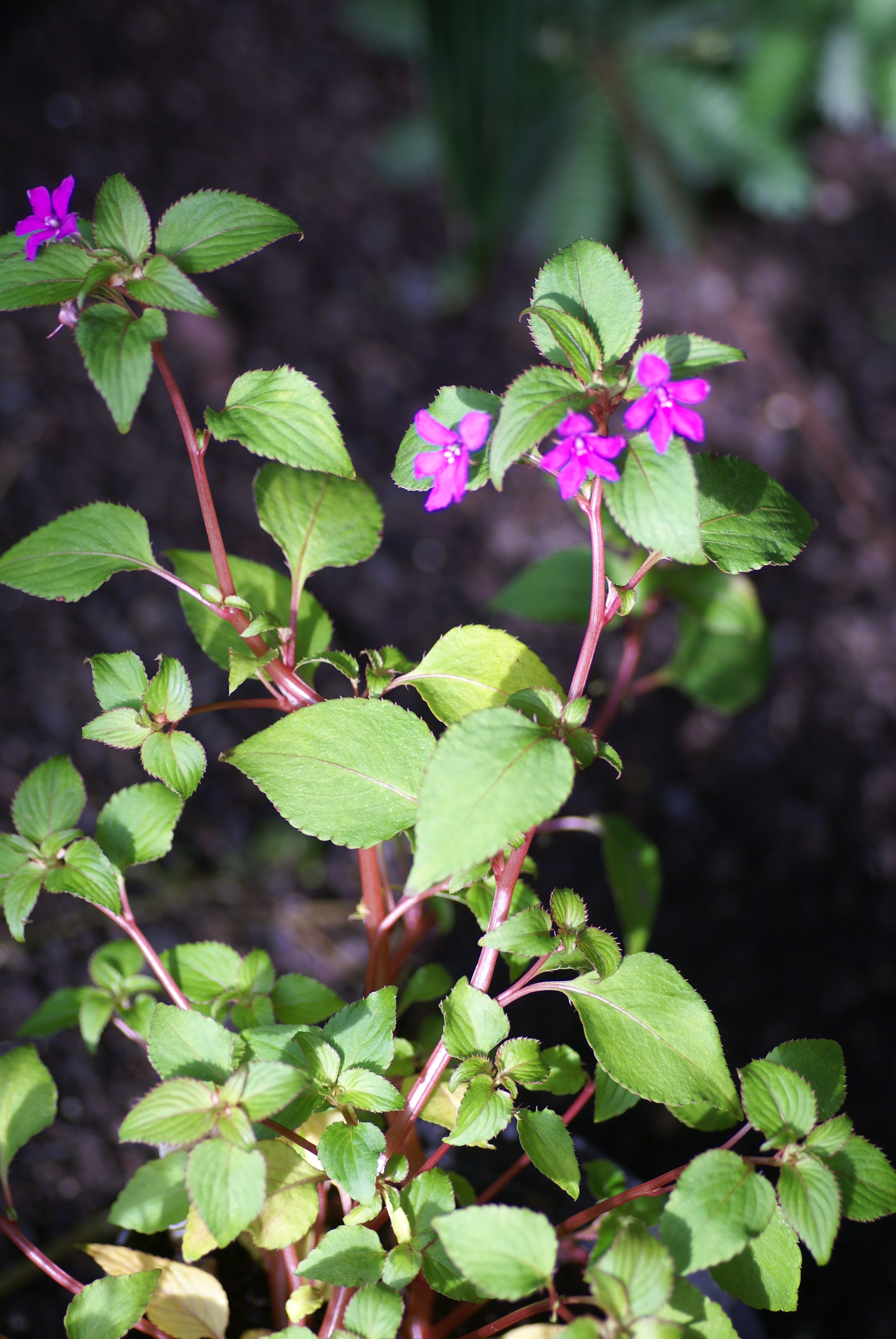